# Artésia
Az Artésia  egy nemzetközi vasúti személyszállító szolgáltatás volt 1995 és 2011 között. A járatok Franciaországból a párizsi Paris Gare de Lyon és Paris Gare de Bercy állomások és az olaszországi Torino, Milánó, Velence, Firenze és Róma között közlekedtek.
A járatokat a francia SNCF és az olasz Trenitalia üzemeltette közösen. A szolgáltatás 2011 november 14-én szűnt meg. Helyette a Trenitalia a Veolia Transdev társasággal egy új szolgáltatást indított Thello néven, az SNCF pedig TGV járatokat közlekedtet Párizsból Torinóba és Milánóba.